# 馬泰·莫賀歷
馬泰·莫賀歷（Matej Mohorič，1994年10月19日—），斯洛文尼亞單車運動員，2014年成為職業車手，現效力巴林勝利。

## 簡歷
莫賀歷出身於斯洛文尼亞克拉尼。
莫賀歷先後於2012年及2013年，在青年組公路賽及U23公路賽中奪得冠軍，成為首名連續奪冠的車手。
2014年，莫賀歷加盟世界一級職業車隊之一的加能戴爾車隊，2015年首次出戰環西單車賽，惟於第6站退出。至2016年，莫賀歷轉往藍波美利達車隊，並參加了環意單車賽，最後以第98名完成。

### 世界三大公路賽成績
| 賽事 | 2015 | 2016 | 2017 | 2018 |
| ---- | ---- | ---- | ---- | ---- |
| 環意 | —    | 98   | 135  | 30   |
| 環法 | —    | —    | —    | —    |
| 環西 | WD   | —    | 30   | —    |

## 外部連結
- 莫賀歷 (巴林美利達車隊) （页面存档备份，存于）